# Financial Crisis Inquiry Commission
Financial Crisis Inquiry Commission (FCIC) är en amerikansk regeringstillsatt kommission på tio personer med syftet att utreda orsakerna till finanskrisen 2007-2010. Kommissionen har jämförts med Pecora-kommissionen, vilken utredde orsakerna till den Stora depressionen på 1930-talet, och har kallats för den "nya Pecora-kommissionen". Slutrapporten lämnades till Kongressen den 15 december 2010, men släpptes inte förrän den 27 januari 2011.

## Kommissionens rapporter
- FCIC Conclusions Excerpt
- The Financial Crisis Inquiry Report (full text)